# Лэнгфорд, Джозефин
Джо́зефин Лэ́нгфорд (англ. Josephine Langford) — австралийская актриса

, получившая известность благодаря главной роли во франшизе «После», основанной на романах Анны Тодд.

## Биография
Джозефин Лэнгфорд родилась 18 августа 1997 года в австралийском городе Перт. Мать актрисы, Элизабет Лэнгфорд (в девичестве Грин), работает педиатром. Отец, Стивен Лэнгфорд, медик Королевской службы «Летающий доктор» (авиационная сеть, позволяющая оказывать медпомощь жителям отдаленных районов континента). «Папа с мамой лечат деревенских жителей, если их, например, укусила змея, а ближайший госпиталь очень далеко», — рассказывала актриса.
Джозефин — младшая сестра Кэтрин (1996 г. р.), звезды популярного сериала Netflix «13 причин почему».

## Карьера
В 2013 году Джозефин сыграла студентку в короткометражке «Sex Ed», в 2014 году — исполнила роль Рене Армстронг в короткометражном хорроре «Gypsy Blood». В 2017 году Джозефин приняла участие в съёмках сай-фай драмы «Пульс».
Прорывом для актрисы стала роль Дарси Чапман в американском фильме ужасов «Бойся своих желаний». Её партнёршей по фильму была Джоуи Кинг. В том же 2017 году Джозефин можно было увидеть в сериале «Волчья яма».
В июле 2018 года издание Deadline объявило, что Джозефин Лэнгфорд исполнит главную роль в экранизации романа Анны Тодд «После». Джозефин сказала по этому поводу следующее:

«Я очень взволнована тем, что являюсь частью «После» и имею возможность воплотить в жизнь Тессу».

Производство картины было завершено 25 августа 2018 года. Премьера фильма в США состоялась 12 апреля 2019 года, в России — 18 апреля. Кассовые сборы «После» в России достигли почти 200 млн рублей. В первый же день проката фильм занял первую строчку рейтинга сборов, а к концу уикенда собрал больше, чем «Три метра над уровнем неба. Я тебя хочу» и «До встречи с тобой» за аналогичный период.
В ноябре 2019 года Лэнгфорд получила роль Эммы Каннингем в фильме Netflix «Мокси», основанном на одноимённом романе Дженнифер Матье.
В 2020 году в мировой прокат вышел фильм «После. Глава 2». В начале сентября 2021 года в российский прокат вышел «После. Глава 3». В конце августа 2022 года на большие экраны вышла «После. Долго и счастливо». В 2023 году вышел пятый и последний фильм франшизы «После. Навсегда».
18 октября в мире и 1 ноября 2024 года в кинотеатрах и на Prime Video выходит документальный фильм о создании книг и франшизы После По ту сторону После или After. Только фанатам.

## Фильмография
| Год       |   | Русское название                                              | Оригинальное название | Роль             |
| --------- | - | ------------------------------------------------------------- | --------------------- | ---------------- |
| 2016—2017 | с | Волчья яма                                                    | Wolf Creek            | Эмма Уэббер      |
| 2017      | ф | Бойся своих желаний                                           | Wish Upon             | Дарси Чапман     |
| 2019      | ф | После                                                         | After                 | Тесса Янг        |
| 2019      | с | Навстречу тьме                                                | Into the Dark         | Клэр Сингер      |
| 2020      | ф | После. Глава 2                                                | After We Collided     | Тесса Янг        |
| 2020      | с | День за днём                                                  | Day by Day            | Люси (Голос)     |
| 2021      | ф | После. Глава 3                                                | After We Fell         | Тесса Янг        |
| 2021      | ф | Бунтарка                                                      | Moxie                 | Эмма Джонсон     |
| 2022      | ф | После. Долго и счастливо                                      | After Ever Happy      | Тесса Янг        |
| 2022      | ф | Джиджи и Нэйт                                                 | Gigi and Nate         | Кэти Гипсон      |
| 2023      | ф | После. Навсегда                                               | After Everything      | Тесса Янг        |
| 2023      | ф | Другая Зои                                                    | The other Zoey        | Зои Миллер       |
| 2024      | ф | По ту сторону После или After. Только фанатам, документальный | Beyond After          | играет саму себя |

## Награды и номинации
| Год  | Работа | Награда            | Категория                            | Результат |
| ---- | ------ | ------------------ | ------------------------------------ | --------- |
| 2019 | После  | Teen Choice Awards | Лучшая актриса драматического фильма | Победа    |